# Membre de Romainville
Le membre de Romainville était constitué de vignes à Romainville que le commandeur du prieuré hospitalier de Saint-Jean de Latran faisait cultiver rapportait comme à Fontenay, en 1190, 12 deniers et, en 1418, 10 livres et 8 sols.

## Sources
- Eugène Mannier, Les commanderies du grand prieuré de France d'après les documents inédits conservés aux archives nationales à Paris, Paris, 1872 (lire en ligne)